# Chinesisches Museum für Wissenschaft und Technologie

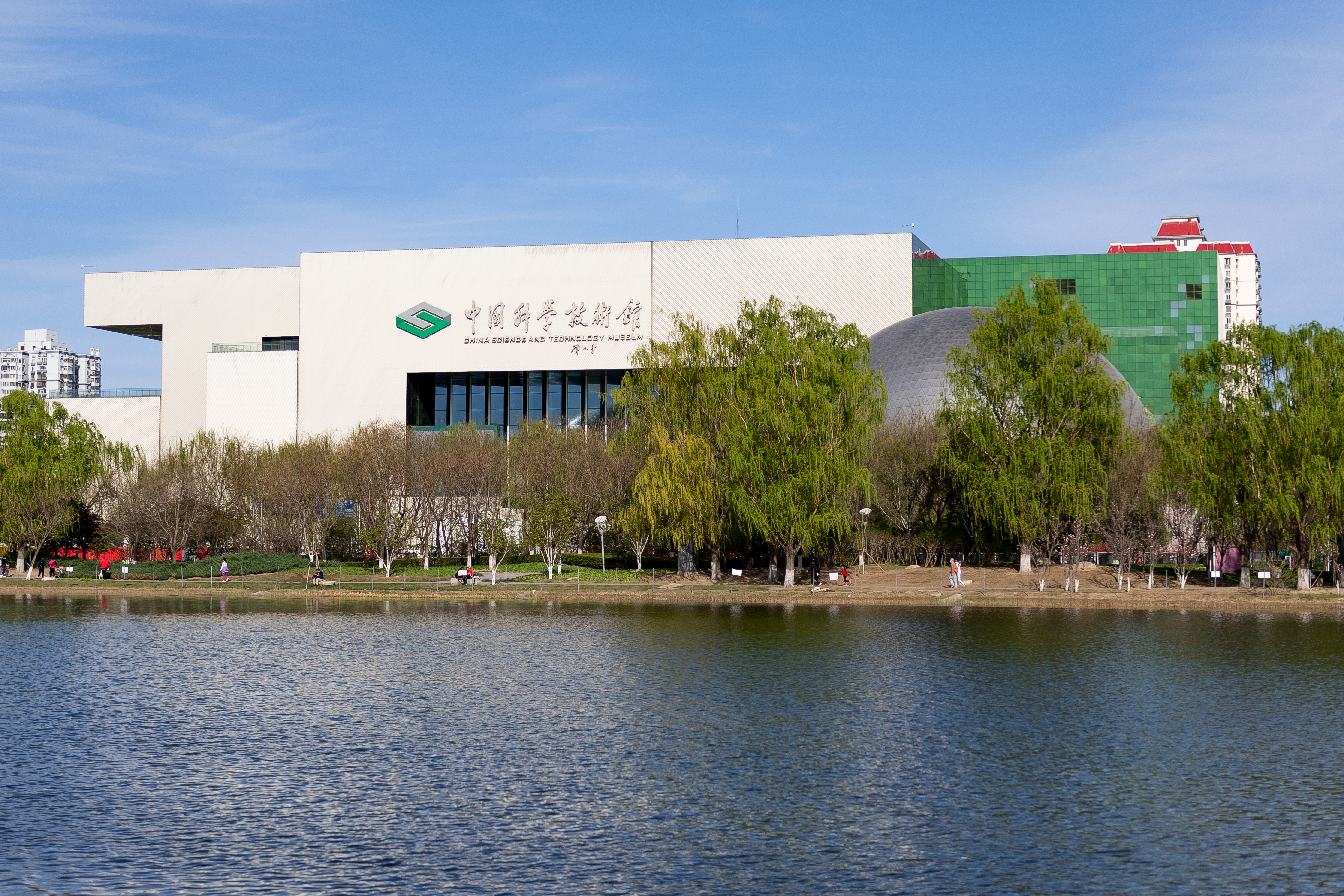
Chinesisches Museum für Wissenschaft und Technologie

Das Chinesische Museum für Wissenschaft und Technologie (Abk.: CSTM) oder Chinesische Wissenschafts- und Technologiemuseum (chinesisch 中国科学技术馆 / /中國科學技術館, Pinyin zhōngguó kēxué jìshù guǎn, englisch China Science and Technology Museum) befindet sich in der chinesischen Hauptstadt Peking in der Nähe des Nationalstadions. Das Museum wurde 1988 in einem anderen Gebäude nahe dem Stadtzentrum eröffnet, 2000 erweitert und anlässlich der Olympischen Spiele bis 2010 in das jetzige Gebäude verlegt.
Auf vier Ebenen mit einer Ausstellungsfläche von rund 16.000 Quadratmetern werden die Themenbereiche The Glory of China und Science Paradise (F1), Exploration and Discovery (F2), Sci-tech and Life (F3) sowie The Challenges and the Future (F4) dargestellt. Im Museum befinden sich auch vier Kinosäle, darunter ein IMAX-Kino und ein 4D-Kino mit Spezialeffekten.